# Mustapha Sangaré
Mustapha Sangaré, né le 24 décembre 1998 à Paris est un footballeur international malien qui évolue au poste d'attaquant au Levski Sofia.

## Biographie
Sangaré est né à Paris d'un père malien et d'une mère sénégalaise.
Il a rejoint le club local La Camillienne à l'âge de quinze ans, où il a commencé à entraîner des enfants à l'âge de dix-sept ans.

### Amiens SC (2020-2023)
Sangaré a signé son premier contrat professionnel au Amiens SC le 6 novembre 2020. Il a fait ses débuts professionnels avec Amiens lors d'un match nul de Ligue 2 0-0 contre Ajaccio le 22 décembre 2020.
Le 30 septembre 2022, Sangaré est prêté à Borgo.
Le 27 juillet 2023, Sangaré quitte Amiens et signe un contrat de deux ans avec le club portugais de Liga 3, le Varzim SC.

### PFK Levski Sofia
Le 9 juillet 2024, Sangaré rejoint le Levski Sofia pour un contrat de trois ans en première division bulgare.

### Carrière internationale
Il a été appelé en équipe nationale du Mali pour une série de matchs de qualification pour la Coupe du Monde de la FIFA 2026 en mars 2025,.